# Wereth
Wereth ist ein Dorf in der belgischen Eifel mit 39 Einwohnern (Stand: 1. Januar 2016), das zur Gemeinde Amel in der Deutschsprachigen Gemeinschaft gehört.

## Geografie
Wereth liegt jeweils rund zwei Kilometer südöstlich der Ortschaft Halenfeld sowie östlich der Ortschaft Valender (beide ebenfalls Gemeinde Amel). Im Osten und Südwesten ist Wereth von weitläufigen Wäldern umgeben.

## Geschichte
Am 17. November 1944 wurden in Wereth elf schwarze US-Soldaten („Wereth Eleven“) von Angehörigen der deutschen Waffen-SS gefoltert und ermordet. Heute erinnert ein Denkmal an das Wereth-Massaker.

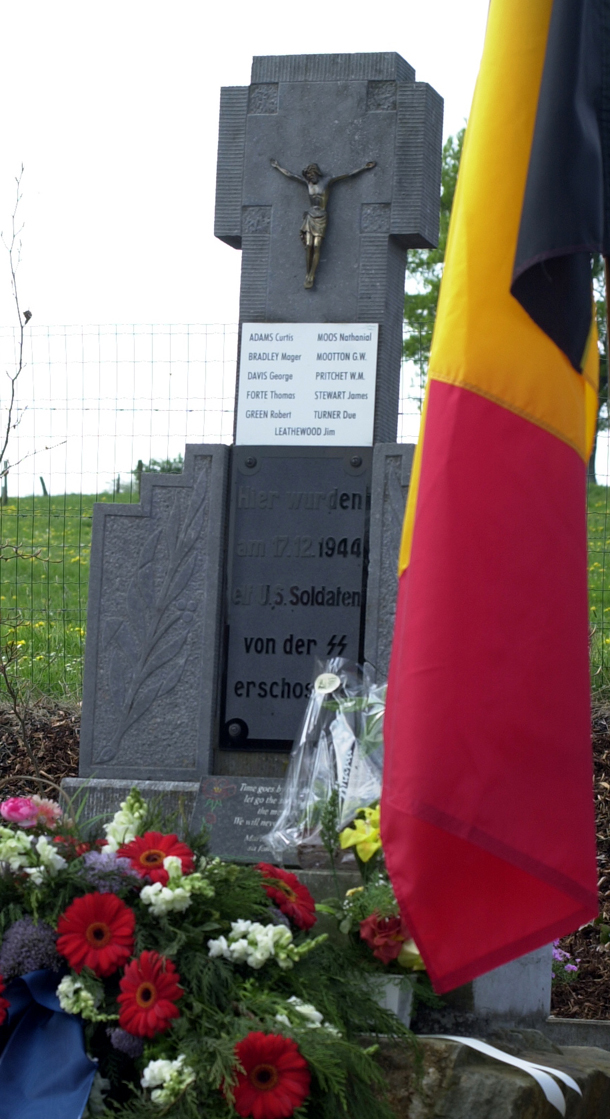
Denkmal in Wereth
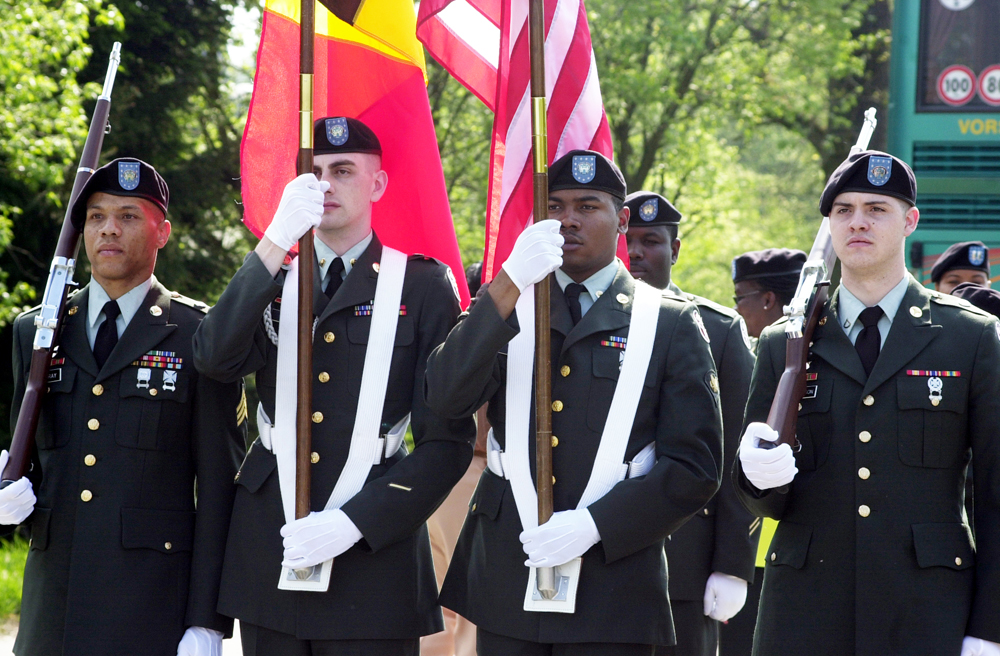
Zeremonie am Denkmal in Wereth